# Rugby in carrozzina ai Giochi mondiali 2022
Le competizioni di Rugby in carrozzina ai Giochi mondiali 2022 si sono svolte dal 14 al 17 luglio 2022 al Birmingham Jefferson Convention Complex di Birmingham in Alabama, negli Stati Uniti d'America. L'evento era originariamente stato calendarizzato nel luglio 2021, ma i Giochi mondiali sono stati riprogrammati per l'anno successivo a seguito del rinvio dei Giochi olimpici estivi di Tokyo 2020, dovuto all'insorgere dell'emergenza sanitaria causata dalla pandemia di COVID-19.

## Podi
| Specialità              | Oro         | Argento  | Bronzo   |
| Torneo misto (dettagli) | Regno Unito | Giappone | Germania |

## Medagliere
| Posiz. | Nazione     | Oro | Argento | Bronzo | Totale |
| ------ | ----------- | --- | ------- | ------ | ------ |
| 1      | Regno Unito | 1   | 0       | 0      | 1      |
| 2      | Giappone    | 0   | 1       | 0      | 1      |
| 3      | Germania    | 0   | 0       | 1      | 1      |
| Totale | Totale      | 1   | 1       | 1      | 3      |